# Белый Уголь (посёлок)
Белый Уголь — упразднённый посёлок в Ставропольского края России. На момент упразднения входил в состав Ессентукского горсовета и являлся административным центром Белоугольного сельсовета. В 1995 году включен в состав города Ессентуки и исключен из учётных данных.

## География
Посёлок располагался в углу образованном реками Большой Ессентучек и Подкумок, у одноимённой железнодорожной станции Северо-Кавказской железной дороги. В настоящее время представляет собой юго-западный микрорайон города Ессентуки.

## История
Населённый пункт возник в 1903 году в связи со строительством первая в Российской империи промышленная гидроэлектростанция «Белый уголь». По данным на 1927 год посёлок ГЭС состоял из 13 дворов. В административном отношении входил в состав Ессентукского сельсовета Ессентукского района Терского округа. С 1959 года в составе вновь созданного Предгорного района. В 1970 году создан самостоятельный Белоугольный сельсовет с центром в посёлке Белый Уголь. В 1981 году сельсовет передан в состав Ессентукского городского Совета народных депутатов.
Постановление Главы администрации Ставропольского края от 11.01.1995 г. № 7 упразднён Белоугольный сельсовет (с подчинёнными его администрации посёлками Белый Уголь и Кирпичный) Ессентукского горсовета, включив его в черту г. Ессентуки как микрорайон «Белый Уголь».

## Население
По переписи 1926 года в посёлке проживало 56 человек (30 мужчин и 26 женщин), основное население великороссы.